# Rodeo Kocha
Rodeo Kocha (auch: Rodeo Kucha) ist eine Ortschaft im Departamento Chuquisaca im südamerikanischen Andenstaat Bolivien.

## Lage
Rodeo Kocha liegt in der Provinz Nor Cinti und ist der viertgrößte Ort im Cantón San Lucas im Municipio San Lucas. Die Ortschaft liegt auf einer Höhe von 3627 m an der Mündung des Río Jata Khancha in den Río Rodeo Khocha, der flussabwärts den Namen Río San Lucas trägt und als Río Turuchipa in den Río Pilcomayo mündet, der zum Einzugsbereich des Río Paraguay gehört. Die Ortschaft setzt sich zusammen aus den Ortsteilen Rodeo Kucha (191 Einwohner), Wintu (35 Einwohner) und Irupampa (45 Einwohner).

## Geographie
Rodeo Kocha liegt an den südwestlichen Ausläufern der bolivianischen Cordillera Central, zwischen dem Altiplano im Westen und dem bolivianischen Tiefland im Osten. Das Klima ist ein kühl-gemäßigtes Höhenklima mit typischem Tageszeitenklima, bei dem die Temperaturunterschiede im Tagesverlauf stärker schwanken als im Jahresverlauf.
Die Jahresdurchschnittstemperatur in dem Municipio liegt bei etwa 15 °C (siehe Klimadiagramm San Lucas), die Monatsdurchschnittswerte schwanken zwischen knapp 12 °C im Juni/Juli und 17 °C von November bis März. Der Jahresniederschlag beträgt 430 mm und weist sieben aride Monate von April bis Oktober mit Monatswerten unter 20 mm auf, nennenswerte Monatsniederschläge fallen nur von Dezember bis Februar mit Werten von je 80 bis 90 m.

## Verkehrsnetz
Rodeo Kocha liegt in einer Entfernung von 233 Straßenkilometern südlich von Sucre, der Hauptstadt des Departamentos.
Durch Sucre führt die 898 Kilometer lange Nationalstraße Ruta 5, die von der Cordillera Oriental quer über den Altiplano zur chilenischen Grenze führt. Von Sucre aus führt die Straße 84 Kilometer in südlicher Richtung über Yotala nach Millares. Von dort führt die Straße in südwestlicher Richtung weiter nach Betanzos und Potosí. Von Millares aus nach 41 Kilometern am Westrand der Pampa de Lekesana zweigt eine unbefestigte Landstraße nach Süden ab, die über die Ortschaften Calapaya und Keluyo nach 85 Kilometern San Lucas erreicht. Die Straße führt in südlicher Richtung weiter über Tambo Moqo und Cumuni nach Padcoyo. Am Ortseingang von Cumuni zweigt eine unbefestigte Nebenstraße nach Nordwesten ab und erreicht vorbei am Stausee des Río Rodeo Khocha nach neun Kilometern Rodeo Kocha.

## Bevölkerung
Die Einwohnerzahl der Ortschaft ist in dem Jahrzehnt zwischen den beiden letzten Volkszählungen um ein Drittel zurückgegangen:
| Jahr | Einwohner         | Quelle       |
| ---- | ----------------- | ------------ |
| 1992 | keine Detaildaten | Volkszählung |
| 2001 | 423               | Volkszählung |
| 2012 | 271               | Volkszählung |
| 2024 |                   | Volkszählung |

Die Region weist einen hohen Anteil an Quechua-Bevölkerung auf, im Municipio San Lucas sprechen 98,6 Prozent der Bevölkerung Quechua.